# Mondi lontanissimi
Mondi lontanissimi è il quattordicesimo album in studio di Franco Battiato, pubblicato il 12 aprile 1985 dalla EMI Italiana.
Il disco, anticipato dai due singoli No Time No Space/Il re del mondo e Via Lattea/L'animale, raggiunse il terzo posto in classifica e risultò il ventitreesimo disco più venduto in Italia durante l'anno.

## Descrizione
Solo i primi quattro brani sono stati realizzati appositamente per l'album. Tutti gli altri sono riproposizioni di canzoni già composte negli anni precedenti:
- Temporary Road era stata già registrata nel 1983 in una versione diversa che fu eseguita alcune volte in playback in televisione, per la prima volta nella puntata finale di Azzurro, l'8 maggio 1983. Il brano venne poi riproposto durante il tour promozionale de L'Arca di Noè nell'estate di quell'anno. Il titolo del brano viene da una frase di questa prima versione, dove Battiato cantava, riferendosi a Milano, «Strade piene di lavori in corso per la terza linea del metrò».
- Il re del mondo, già pubblicata ne L'era del cinghiale bianco, è in un nuovo arrangiamento registrato per l'album in inglese Echoes of Sufi Dances.
- Chan-son egocentrique e I treni di Tozeur erano già state incise in duetto con Alice, e pubblicate rispettivamente nell'album Azimut e in un singolo portato in gara all'Eurovision dell'anno precedente. Qui sono cantate dal solo Battiato su delle nuove basi.
- L'animale era stata scritta per Giuni Russo, che ne registrò un provino nel 1984, pubblicato postumo su Il ritorno del soldato Russo. Il brano fu comunque un inedito.

### Via Lattea
La canzone include la frase “Seguimmo certe rotte in diagonale dentro la Via Lattea”, un riferimento che richiama sia la poetica personale di Battiato, sia concetti cari al pensiero esoterico. Il termine "rotte in diagonale" assume un significato simbolico. Nella cultura esoterica, e nello specifico nel contesto delle griglie rappresentazionali, le diagonali simboleggiano un percorso alternativo rispetto alle strutture rigide e lineari del pensiero convenzionale. Le griglie rappresentazionali sono metafore di un insieme di idee, valori e obiettivi che formano una sorta di "tessuto" interconnesso. In tale contesto, la griglia stessa diventa una "scacchiera", dove le rotte orizzontali e verticali indicano percorsi metodici e logici, mentre quelle diagonali suggeriscono una dimensione creativa e innovativa, un allontanamento dalla logica tradizionale e una ricerca di nuove prospettive.
Il concetto delle "rotte in diagonale" è una tematica ricorrente nell’opera di Battiato. Essa riflette un'esplorazione del pensiero non lineare, che si discosta dalla logica ordinaria per intraprendere un viaggio che va oltre le convenzioni, verso un tipo di conoscenza che è tanto esperienziale quanto simbolico. Questo tema riappare anche in Running Against the Grain, traccia dell’album Ferro Battuto del 2001, dove Battiato esplora ancora una volta il conflitto tra la linearità della razionalità e l'irrazionale libertà creativa, con un forte richiamo a percorsi di pensiero più spirituali e non convenzionali.

### Chanson egocentrique
Il brano "Chanson egocentrique" di Franco Battiato contiene una frase evocativa in cui il cantante afferma: “Dalla pupilla viziosa delle nuvole la luna scende i gradini di grattacieli per prendermi la vita.” Questa immagine poetica solleva una domanda profonda: perché la luna desidera "prendersi la vita" di Battiato? Il concetto di una luna che ha un'influenza sulle vite degli esseri umani, e in particolare su quella del cantante, può essere esplorato attraverso diverse tradizioni filosofiche e spirituali.
Nel pensiero gurdjieffiano, che rappresenta una parte significativa delle riflessioni di Battiato, la luna è considerata un "satellite nefasto", ossia una presenza che non solo ha un impatto fisico sulla Terra, ma agisce anche energeticamente sugli esseri viventi. Gurdjieff, attraverso i suoi discepoli come P.D. Ouspensky, espone un'idea secondo cui la luna è un "pianeta allo stato nascente", un corpo celeste che non ha raggiunto un livello evolutivo avanzato e che, anzi, dipende dall'energia proveniente dalla Terra per il suo stesso sviluppo. Secondo questa visione, la vita organica della Terra - composta da uomini, animali e piante - sarebbe, in un certo senso, al servizio della luna, in quanto la morte degli esseri viventi libera un'energia che viene "attratta" dalla luna come da una gigantesca calamita.
L'idea che la luna "prenda" l'energia vitale degli esseri umani è dunque legata alla concezione che, al momento della morte, ogni essere vivente rilasci una sorta di "energia vitale" che, secondo alcune interpretazioni esoteriche, finisce per essere assorbita dalla luna. Questo concetto si riallaccia a tradizioni esoteriche che vedono la luna come un'entità che, anziché essere un semplice corpo celeste, ha una funzione energetica fondamentale che può influire sulla vita e sulla morte degli esseri viventi. In tal modo, la frase di Battiato può essere letta come una riflessione poetica e filosofica sull'influenza della luna sulla vita umana, in accordo con la visione spirituale che la luna non solo illumina la notte, ma svolge un ruolo energetico e simbolico in relazione alla morte e al ciclo della vita.
Nell'opera di Battiato, la luna diventa quindi un simbolo di qualcosa che trascende la semplice realtà fisica, rappresentando forze cosmiche o spirituali che influenzano e "nutrono" la vita sulla Terra, ma che, nel contempo, possiedono anche un lato inquietante, come suggerisce la descrizione di Ouspensky. La riflessione sulla luna come una "calamita energetica" che "prende" la vita dei viventi, si inserisce in un più ampio contesto di esoterismo e di ricerca spirituale, dove la morte non è vista solo come una fine, ma come un passaggio di energia che si integra nell'universo in maniera ciclica.

### L'animale
In questa canzone, il cantautore esplora e dedica un'intera composizione alla dimensione istintiva dell'essere umano, che, secondo la psicologia gurdjieffiana, rappresenta una delle tre componenti fondamentali della personalità, insieme alla mente e alle emozioni. L'istinto, descrittivo dell'aspetto animalesco e viscerale dell'individuo, viene evocato da Battiato come una forza primordiale che guida il comportamento umano in modo irrazionale e spesso incontrollato.
La canzone riflette sul ruolo dell'istinto come motore delle azioni quotidiane e delle debolezze umane. L'istinto è simbolicamente associato alla "pancia" e ai bisogni fisici, che spingono l'uomo a soddisfare i propri desideri e impulsi, spesso a discapito della consapevolezza o della razionalità. Battiato descrive come queste pulsioni possano condurre l'individuo alla schiavitù delle proprie passioni, un concetto che trova espressione nel verso "si prende tutto, anche il caffè, mi rende schiavo delle mie passioni".
Il brano si inserisce all'interno della riflessione gurdjieffiana che concepisce l'essere umano come composto da tre forze distintive: il corpo (istinto), l'emotività e la mente. In questa visione, l'istinto rappresenta l'aspetto animale e più primitivo dell'uomo, che è costantemente sottoposto alla seduzione delle sue voglie, sensazioni e impulsi, portando talvolta l'individuo a vivere in modo superficiale, senza un'autentica consapevolezza. Battiato, attraverso la sua musica, invita l'ascoltatore a riflettere su questa parte di sé, suscitando interrogativi sulla condizione di schiavitù che gli istinti possono imporre sulla vita dell'uomo moderno.
La canzone, come altre opere di Battiato, è caratterizzata da un approccio filosofico ed esistenziale, che mescola riflessioni personali, spiritualità e psicologia. L'Animale diventa così una meditazione sull'impossibilità di liberarsi completamente dalle pulsioni che definiscono la nostra natura più istintiva, e allo stesso tempo un invito a prendere consapevolezza del potere che queste forze hanno su di noi.

## Tracce
Testi di Franco Battiato, tranne dove indicato; musiche e arrangiamenti di Franco Battiato e Giusto Pio.
Lato A
1. Via Lattea – 4:53
2. Risveglio di primavera – 3:32 (musica: Franco Battiato e Giusto Pio)
3. No Time No Space – 3:28 (testo: Franco Battiato e Saro Cosentino – musica: Franco Battiato e Giusto Pio)
4. Personal computer – 2:42 (testo: Franco Battiato e Saro Cosentino)

Durata totale: 14:35
Lato B
1. Temporary Road – 2:50 (musica: Franco Battiato e Giusto Pio)
2. Il re del mondo – 3:28 (musica: Franco Battiato e Giusto Pio)
3. Chan-son egocentrique – 4:14 (testo: Franco Battiato, Francesco Messina e Tommaso Tramonti – musica: Franco Battiato)
4. I treni di Tozeur – 3:09 (testo: Franco Battiato e Saro Cosentino – musica: Franco Battiato e Giusto Pio)
5. L'animale – 3:18

Durata totale: 16:59

## Formazione
- Franco Battiato – voce
- Giusto Pio – direzione coro e orchestra
- Filippo Destrieri – tastiera, programmazione
- Alberto Radius – chitarra
- Gianfranco D'Adda – batteria
- Lino Capra Vaccina – tabla
- Alfredo Riccardi – violoncello
- Marilyn Turner – voce lirica